# Rata de dos patas
Rata de dos patas es una canción mexicana escrita por Manuel Eduardo Toscano, e interpretada y popularizada por la cantante mexicana Paquita la del Barrio. Fue grabada y publicada en 2001, en el disco Taco placero.

## Historia de la canción

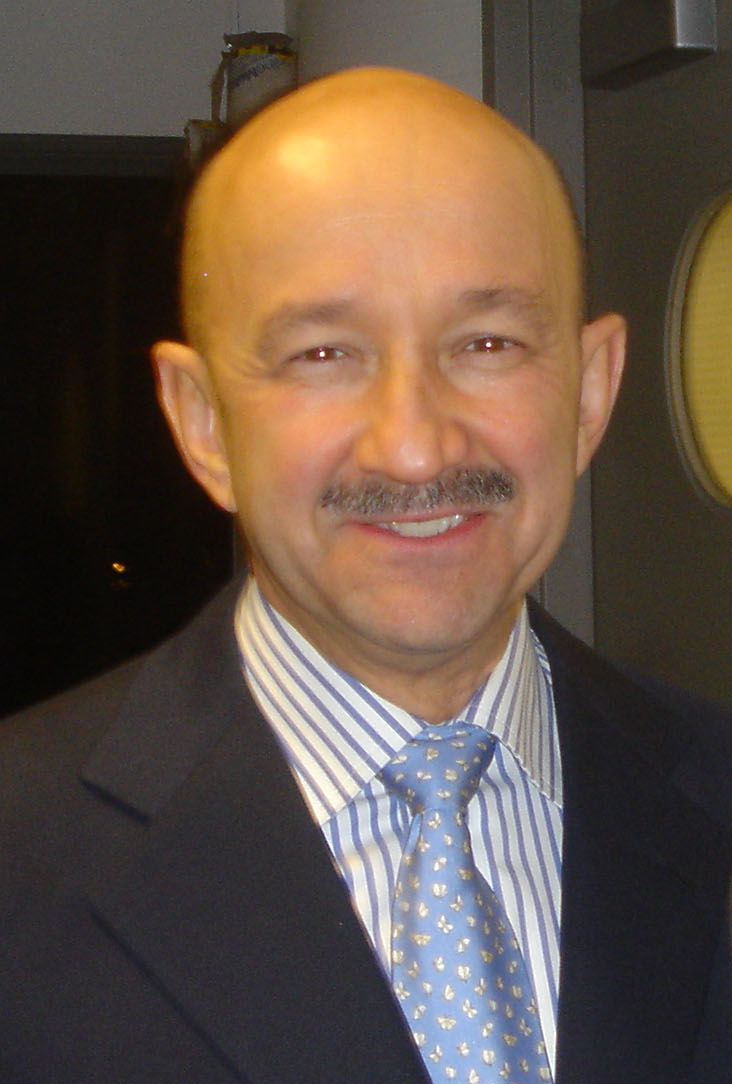
Manuel Eduardo Toscano ha señalado que la canción está dedicada al expresidente de México, Carlos Salinas de Gortari.

Existen versiones que señalan que la canción está dedicada a Alfonso Martínez, exesposo de Paquita la del Barrio, con quien estuvo casada por 25 años y que, a su vez, la había engañado. Esto habría justificado el despecho que comunica la canción.

Sin embargo, Manuel Eduardo Toscano, autor de la canción, que ya había compuesto un gran número de canciones para Paquita la del Barrio, así como otras para Los Tigres del Norte, Vicente Fernández, Jenni Rivera, etc., señala que la canción en realidad está pensada a partir de Carlos Salinas de Gortari, el presidente de México entre 1988 y 1994. Esto fue relatado por el mismo autor en una entrevista realizada en el programa Primer impacto de Univisión, en 2016, y con Avelina Lésper en El arte de la canción. En esta última entrevista, el propio autor señaló:
En aquellos años, había sido presidente de la República Mexicana un señor que era peloncito con orejas grandotas. Pero no podíamos, ni el día de hoy, faltarle el respeto a ese personaje. Pero todo el mundo hablaba de lo que había sucedido con él, si llega a escuchar a esta entrevista que entienda que es mi profesión, y ahí empecé.
En un principio Paquita rechazó interpretar la canción, por considerar que era demasiado fuerte; pero más adelante ella misma le pidió cantarla.

## Letra
Se trata de una canción de despecho o mal de amores, en el que se expresa la ira sin matices, a través de insultos, como: «rata inmunda, animal rastrero, escoria de la vida, adefesio mal hecho, espectro del infierno, maldita sabandija, alimaña, culebra ponzoñosa, maldita sanguijuela o hiena del infierno».

Se ha señalado que es una canción muy agresiva hacia el público masculino, y apreciada ampliamente por el público femenino.
Cuando Paquita canta esta canción en un concierto o presentación, las mujeres se desfogan cantando, señalan a sus acompañantes varones, y en el estribillo, cantan a coro y se llega al punto más álgido del evento.
A partir de un análisis metafórico, Blanco García establece que la canción realiza una «animalización de la expareja», y con esta comparación realiza alegorías negativas, pues las «ratas, las serpientes venenosas y las cucarachas son animales rastreros, relacionados con plagas y enfermedades». Sin embargo, esta metáfora conceptual hace alusión al comportamiento de una mala pareja amorosa y los daños emocionales que causa, equiparable a un daño físico, sobre todo «con expresiones como cuánto daño me has hecho y maldita cucaracha que infectas donde picas, que hieres y que matas, te odio y te desprecio».

## Popularidad
La canción es la más conocida y popular del repertorio de Paquita la del Barrio, y aunque tenía popularidad antes de ella, ésta la catapulta a la fama internacional. Para 2020, superaba los diez millones de reproducciones en Spotify. Es considerada una canción de liberación, que además es interpretada en clubs de travestis.
La canción también fue interpretada por Paquita la del Barrio en un teaser promocional para la serie Narcos, en la que se representa a Pablo Escobar. La cantante llega al escenario y dice «esta canción la dedico al gordo bigotudo» y se dispone a cantar.